# لاين غيل
لاين غيل (بالإنجليزية: Iain Gale)‏ هو ناقد فني بريطاني، ولد في 1959 في لندن في المملكة المتحدة.